# 薛定谔方程

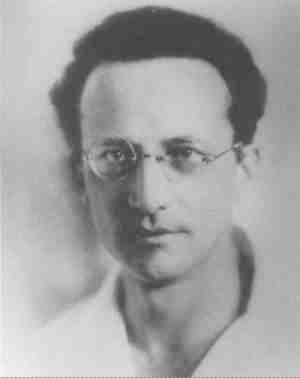
埃爾溫·薛丁格

在量子力學中，薛定諤方程（Schrödinger equation）是描述物理系統的量子態隨時間演化的偏微分方程，为量子力學的基礎方程之一，其以發表者奧地利物理學家埃尔温·薛定諤而命名。關於量子態與薛定諤方程的概念涵蓋於基礎量子力學假說裏，無法從其它任何原理推導而出。:17
在古典力學裏，人们使用牛頓第二定律描述物體運動。而在量子力學裏，類似的運動方程為薛定諤方程。:1-2薛定諤方程的解完備地描述物理系統裏，微觀尺寸粒子的量子行為；這包括分子系統、原子系統、亞原子系統；另外，薛定諤方程的解還可完備地描述宏觀系統，可能乃至整個宇宙。:292ff
薛定諤方程可以分為「含時薛定諤方程」與「不含時薛定諤方程」兩種。含時薛定諤方程與時間有關，描述量子系統的波函數怎樣隨著時間而演化。不含時薛定諤方程则與時間無關，描述了定態量子系統的物理性質；該方程的解就是定態量子系統的波函數。量子事件發生的機率可以用波函數來計算，其機率幅的絕對值平方就是量子事件發生的機率密度。:1-2, 24ff
薛定諤方程所屬的波動力學可以數學變換為維爾納·海森堡的矩陣力學，或理察·費曼的路徑積分表述。:166:127薛定諤方程是個非相對論性方程，不適用於相對論性理論；對於相對論性微觀系統，必須改使用狄拉克方程或克莱因-戈尔登方程等。:225-229

## 方程的數學形式

### 含時薛定諤方程
含時薛定諤方程描述物理系統隨時間演化，其最廣義形式為：:143
{\displaystyle {\hat {H}}\Psi =i\hbar {\frac {\partial }{\partial t}}\Psi }
其中，{\displaystyle {\hat {H}}} 是表徵波函數總能量的哈密頓算符，{\displaystyle \Psi } 是物理系統的波函數，{\displaystyle i} 是虛數單位，{\displaystyle \hbar } 是約化普朗克常數，{\displaystyle \partial /\partial t} 是對於時間 {\displaystyle t} 的偏微分。

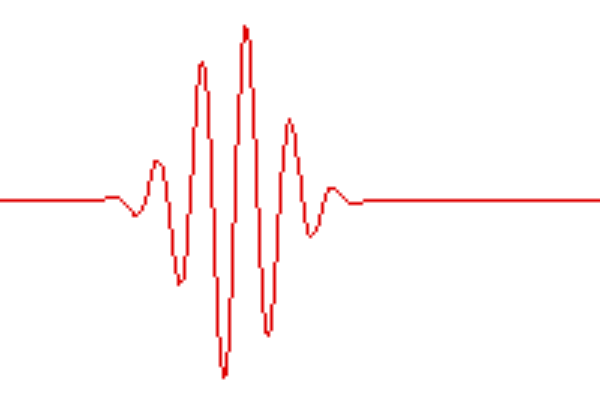
圖為波函數在某一時刻的實部，橫軸是位置坐標軸。該波函數描述粒子移動於自由空間的物理行為。該波函數滿足勢函數 為零的薛定諤方程。點擊這裡即可觀看這波函數的實部隨時間演化的動畫。

在三維空間裏，移動於位勢 {\displaystyle V(\mathbf {r} ,t)} 的單獨粒子，其含時薛定諤方程可以更具體地表示為:1-2
{\displaystyle -{\frac {\hbar ^{2}}{2m}}\nabla ^{2}\Psi (\mathbf {r} ,t)+V(\mathbf {r} ,t)\Psi (\mathbf {r} ,t)=i\hbar {\frac {\partial }{\partial t}}\Psi (\mathbf {r} ,t)}
其中，{\displaystyle m} 是質量，{\displaystyle \Psi (\mathbf {r} ,t)} 是參數為位置 {\displaystyle \mathbf {r} } 、時間 {\displaystyle t} 的波函數，{\displaystyle \nabla ^{2}} 是拉普拉斯算符。
術語「薛定諤方程」可以指廣義形式的薛定諤方程，也可指具體形式的薛定諤方程。廣義形式的薛定諤方程名如其實，可以應用於廣泛量子力學領域，表達從狄拉克方程到量子場論的各種方程，只要將哈密頓算符的各種複雜表達式代入即可。通常，具體形式的薛定諤方程所描述的系統是實際系統的簡化近似模型，這是為了要避開不必要的複雜數學運算。對於大多數案例，所得到的結果相當準確；但是對於相對論性案例，結果则並不令人滿意。对于更詳盡的細節，請參閱 相對論性量子力學。
應用薛定諤方程時，必須先給出哈密頓算符的表達式，因此会涉及到計算系統的動能與勢能；將算符表達式代入薛定諤方程，再將所得偏微分方程加以解析，即可找到波函數。關於系統的量子態的信息，全部都会包含在波函數中。

### 由含时薛定谔方程到不含时薛定谔方程
含時薛定谔方程{\displaystyle \Psi (\mathbf {r} ,t)}为偏微分方程，假定位勢與時間無關：:24-25
{\displaystyle -{\frac {\hbar ^{2}}{2m}}\nabla ^{2}\Psi (\mathbf {r} ,t)+V(\mathbf {r} )\Psi (\mathbf {r} ,t)=i\hbar {\frac {\partial }{\partial t}}\Psi (\mathbf {r} ,t)}
使用分离变量法，令{\displaystyle \Psi (\mathbf {r} ,t)=\psi (\mathbf {r} )\varphi (t)}，方程变为
{\displaystyle i\hbar {\frac {1}{\varphi (t)}}{\frac {d\varphi (t)}{dt}}=-{\frac {\hbar ^{2}}{2m}}{\frac {1}{\psi (\mathbf {r} )}}\nabla ^{2}\psi (\mathbf {r} )+V(\mathbf {r} )}
注意到等號左手邊是時間的函數，而右手邊則是位置的函數，所以兩邊都等於常數{\displaystyle E}：
{\displaystyle i\hbar {\frac {1}{\varphi }}{\frac {d\varphi }{dt}}=-{\frac {\hbar ^{2}}{2m}}{\frac {1}{\psi }}\nabla ^{2}\psi +V=E}
左手邊的方程{\displaystyle i\hbar {\frac {1}{\varphi (t)}}{\frac {d\varphi (t)}{dt}}=E}的解为
{\displaystyle \varphi (t)=e^{\frac {-iEt}{\hbar }}}
右手邊的方程可转化为不含时薛定谔方程：
{\displaystyle -{\frac {\hbar ^{2}}{2m}}\nabla ^{2}\psi (\mathbf {r} )+V(\mathbf {r} )\psi (\mathbf {r} )=E\psi (\mathbf {r} )}
不含时薛定谔方程也可寫為
{\displaystyle {\hat {H}}\psi =E\psi }
其中，{\displaystyle {\hat {H}}=-{\frac {\hbar ^{2}}{2m}}\nabla ^{2}+V(\mathbf {r} )}是哈密頓算符。

### 不含時薛定諤方程
不含時薛定諤方程與時間無關，它預言波函數可以形成駐波，稱為定態（在原子物理學裏，又稱為軌道，例如，原子軌道或分子軌道），假若能夠計算出這些定態，分析出其量子行為，則解析含時薛定諤方程會變得更為簡易。不含時薛定諤方程為描述定態的方程。只有當哈密頓量不與時間顯性相關，才會使用這方程。廣義形式的不含時薛定諤方程為:24-27
{\displaystyle {\hat {H}}\psi =E\psi }
其中，{\displaystyle \psi } 是不含時波函數，{\displaystyle E} 是能量。
這方程的詮釋為，假若將哈密頓算符作用於波函數{\displaystyle \psi }時，得到的結果與同樣波函數{\displaystyle \psi }成正比，則波函數{\displaystyle \psi }處於定態，比例常數{\displaystyle E} 是量子態{\displaystyle \psi }的能量。在這裏，{\displaystyle \psi }標記設定的波函數和其對應的量子態。這方程為又稱為「定態薛定諤方程」，引用線性代數術語，這方程為「能量本徵薛定諤方程」，{\displaystyle E} 是「能量本徵值」，或「本徵能量」。
在三維空間裏，處於位勢 {\displaystyle V(\mathbf {r} )} 的單獨粒子，其不含時薛定諤方程可以更具體地表示為
{\displaystyle -{\frac {\hbar ^{2}}{2m}}\nabla ^{2}\psi (\mathbf {r} )+V(\mathbf {r} )\psi (\mathbf {r} )=E\psi (\mathbf {r} )}

## 歷史背景與發展
1900年，馬克斯·普朗克在研究黑體輻射中作出将電磁輻射能量量子化的假设，因此發現將能量 {\displaystyle E} 與頻率 {\displaystyle \nu } 關聯在一起的普朗克關係式 {\displaystyle E=h\nu }。:61-631905年，阿爾伯特·愛因斯坦從對於光電效應的研究又給予這關係式嶄新的詮釋：頻率為 {\displaystyle \nu } 的光子擁有的能量為 {\displaystyle h\nu } ；其中，{\displaystyle h} 因子是普朗克常數。 这一點子成為後來波粒二象性概念的早期路標之一。由於在狹義相對論裏，能量與動量的關聯方式類似頻率與波數的關聯方式，因此可以揣測，光子的動量{\displaystyle p}與波長{\displaystyle \lambda }成反比，與波數{\displaystyle k}成正比，以方程來表示這關係式，
{\displaystyle p=h/\lambda =\hbar k}
路易·德布羅意認為，不單光子遵守這關係式，所有粒子都遵守這關係式。他於1924年進一步提出的德布羅意假說表明，每一種微觀粒子都具有波動性與粒子性，這性質稱為波粒二象性。電子也不例外的具有這種性質。電子是一種物質波，稱為「電子波」。電子的能量與動量分別決定了伴隨它的物質波所具有的頻率與波數。在原子裏，束縛電子形成駐波；這意味著他的旋轉頻率只能呈某些離散數值。這些量子化軌道對應於離散能級。從這些點子，德布羅意複製出玻爾模型的能級。
在1925年，瑞士蘇黎世每兩周會舉辦一场物理學術研討會。有一次，主辦者彼得·德拜邀請薛定諤講述關於德布羅意的波粒二象性博士論文。那段時期，薛定諤正在研究氣體理論，他從閱讀愛因斯坦關於玻色-愛因斯坦統計的論述中，接觸德布羅意的博士論文，在這方面有很精深的理解。在研討會裡，他將波粒二象性闡述的淋漓盡致，大家都聽的津津有味。德拜指出，既然粒子具有波動性，應該有一種能夠正確描述這種量子性質的波動方程。他的意見給予薛定諤極大的啟發與鼓舞，他開始尋找這波動方程。檢試此方程最簡單與基本的方法就是，用此方程來描述氫原子內部束縛電子的物理行為，而必能複製出玻爾模型的理論結果，另外，這方程還必須能解釋索末菲模型給出的精細結構。:191-192, 194
很快，薛定諤就通过德布羅意論文的相對論性理論，推導出一個相對論性波動方程，他將這方程應用於氫原子，計算出束縛電子的波函數。但很可惜。因為薛定諤沒有將電子的自旋納入考量，所以從這方程推導出的精細結構公式不符合索末菲模型。他只好將這方程加以修改，除去相對論性部分，并用剩下的非相對論性方程來計算氫原子的譜線。解析這微分方程的工作相當困難，在其好朋友數學家赫爾曼·外爾鼎力相助下，:3他複製出了與波耳模型完全相同的答案。因此，他決定暫且不發表相對論性部分，只把非相對論性波動方程與氫原子光譜分析結果，寫為一篇論文。1926年，他正式發表了這論文。:1:163-167:191ff
這篇論文迅速在量子學術界引起震撼。普朗克表示“他已閱讀完畢整篇論文，就像被一個迷語困惑多時，渴慕知道答案的孩童，現在終於聽到了解答”。愛因斯坦稱讚，這著作的靈感如同泉水般源自一位真正的天才。愛因斯坦覺得，薛定諤已做出決定性貢獻。由於薛定諤所創建的波動力學涉及到眾所熟悉的波動概念與數學，而不是矩陣力學中既抽象又陌生的矩陣代數，量子學者都很樂意地開始學習與應用波動力學。自旋的發現者喬治·烏倫貝克驚嘆，“薛定諤方程給我們帶來極大的解救！”沃爾夫岡·包立認為，這論文應可算是近期最重要的著作。:209-210
薛定諤給出的薛定諤方程能夠正確地描述波函數的量子行為。在那時，物理學者尚不清楚如何詮釋波函數，薛定諤試圖以電荷密度来詮釋波函數的絕對值平方，但並不成功。:2191926年，玻恩提出機率幅的概念，成功地詮釋了波函數的物理意義:219-220。但是薛定諤與愛因斯坦观点相同，都不贊同這種統計或機率方法，以及它所伴隨的非連續性波函數塌縮。愛因斯坦主張，量子力學是個決定性理論的統計近似。在薛定諤有生的最後一年，寫給玻恩的一封信中，他清楚地表示他不接受哥本哈根詮釋。:479

## 含時薛定谔方程導引
雖然含時薛定諤方程能夠啟發式地由幾個假設推導出來，但為便于論述，在作理論量子力學研究時，經常會直接將這方程當作一個基本假定。:165-167

### 啟發式導引 1
含時薛丁格方程的啟發式導引建立於幾個前提：:109-113
- 粒子的總能量 {\displaystyle E} 可以經典地表示為動能 {\displaystyle T} 與勢能 {\displaystyle V} 的總和：

{\displaystyle E=T+V={\frac {p^{2}}{2m}}+V}
其中，{\displaystyle p} 是動量，{\displaystyle m} 是質量。
特別注意，能量 {\displaystyle E} 與動量 {\displaystyle p} 也出現於下述兩個關係式。
- 愛因斯坦於提出光電效應時，指出光子的能量 {\displaystyle E} 與對應的電磁波的頻率 {\displaystyle f} 成正比：

{\displaystyle E=hf=\hbar \omega }
其中，{\displaystyle h} 是普朗克常數，{\displaystyle \omega =2\pi f} 是角頻率。
- 德布羅意提出的德布羅意假說表明，每一種微觀粒子都具有波粒二象性，都是一種波動。微觀粒子的動量 {\displaystyle p} 與伴隨的物質波波長 {\displaystyle \lambda } 有關：

{\displaystyle p=h/\lambda =\hbar k}
其中，{\displaystyle k=2\pi /\lambda } 是波數。
延伸至向量，
{\displaystyle \mathbf {p} =\hbar \mathbf {k} }
假設波函數是個複值平面波：
{\displaystyle \Psi (x,t)=Ae^{i(kx-\omega t)}}
則其對於時間的偏導數為
{\displaystyle {\frac {\partial }{\partial t}}\Psi =-i\omega \Psi }
這偏導數與能量有關：
{\displaystyle E\Psi =\hbar \omega \Psi =i\hbar {\frac {\partial }{\partial t}}\Psi }
類似地，波函數對於位置的二次偏導數為
{\displaystyle {\frac {\partial ^{2}}{\partial x^{2}}}\Psi =-k^{2}\Psi }
這偏導數與動量有關：
{\displaystyle p^{2}\Psi =\hbar ^{2}k^{2}\Psi =-\hbar ^{2}{\frac {\partial ^{2}}{\partial x^{2}}}\Psi }
引用古典力學的能量守恆定律，單獨粒子的總能量 {\displaystyle E} 為
{\displaystyle E={\frac {p^{2}}{2m}}+V}
因此，單獨粒子移動於一維位勢 {\displaystyle V(x)} 的薛丁格方程為
{\displaystyle -{\frac {\hbar ^{2}}{2m}}{\frac {\partial ^{2}}{\partial x^{2}}}\Psi +V(x)\Psi =i\hbar {\frac {\partial }{\partial t}}\Psi }
設定哈密頓函數 {\displaystyle {\hat {H}}} 為
{\displaystyle {\hat {H}}=-{\frac {\hbar ^{2}}{2m}}{\frac {\partial ^{2}}{\partial x^{2}}}+V(x)}
就可以得到廣義形式的薛丁格方程：
{\displaystyle {\hat {H}}\Psi =i\hbar {\frac {\partial }{\partial t}}\Psi }

### 啟發式導引 2
「哈密頓類比」是威廉·哈密頓在研究古典力學時給出的理論，又稱為「光學-力學類比」；哈密頓指出，在古典力學裏粒子的運動軌道，就如同在幾何光學裏光線的傳播路徑；垂直於這軌道的等作用量曲面，就如同垂直於路徑的等傳播時間曲面；描述粒子運動的最小作用量原理，就如同描述光線傳播的費馬原理。哈密頓發現，使用哈密頓-雅可比方程式，可以推導出最小作用量原理與費馬原理；同樣的形式論，可以描述光的物理行為，不論光是由遵守費馬原理的光線組成，還是由遵守最小作用量原理的粒子組成。
很多光的性質，例如，衍射、干涉等等，無法用幾何光學的理論來作解釋，必須要用到波動光學的理論來證實。這意味著幾何光學不等價於波動光學，幾何光學是波動光學的波長超短於粒子軌道曲率半徑的極限案例。哈密頓又研究發現，使用哈密頓-雅可比方程式也可以描述波動光學裏遵守惠更斯原理的光波，只要將光線的等傳播時間曲面改為光波的波前。薛丁格尋思，古典力學與量子力學之間的關係，就如同幾何光學與波動光學之間的關係；哈密頓-雅可比方程式應該對應於量子力學的波動方程式在某種極限的案例，而這極限應該也是物質波波長超短於粒子軌道曲率半徑的極限（或按照對應原理，普朗克常數趨於0的極限）；按照先前哈密頓類比的模式，依樣畫葫蘆，應該可以找到正確形式的波動方程式。這想法很正確，經過一番努力，他成功地推導出薛丁格方程式。
假設一個粒子移動於顯不含時位勢 {\displaystyle V(\mathbf {r} )} ，它的哈密頓-雅可比方程為
{\displaystyle {\frac {1}{2m}}\left({\boldsymbol {\nabla }}S\right)^{2}+V+{\frac {\partial S}{\partial t}}=0}
其中，{\displaystyle S(\mathbf {r} ,{\boldsymbol {a}};t)} 是哈密頓主函數，{\displaystyle {\boldsymbol {a}}} 是運動常數向量。
由於位勢顯性不含時，哈密頓主函數可以分離成兩部分：
{\displaystyle S=W(\mathbf {r} ,{\boldsymbol {a}})-Et}
其中，顯性不含時的函數 {\displaystyle W(\mathbf {r} ,{\boldsymbol {a}})} 是哈密頓特徵函數，{\displaystyle E} 是能量。
將哈密頓主函數公式代入粒子的哈密頓-雅可比方程，稍加運算，可以得到
{\displaystyle |{\boldsymbol {\nabla }}S|={\sqrt {2m(E-V)}}}
哈密頓主函數對於時間的全導數是
{\displaystyle {\frac {dS}{dt}}={\frac {\partial S}{\partial t}}+\nabla S\cdot {\frac {d\mathbf {r} }{dt}}}
哈密頓主函數 {\displaystyle S} 的常數等值曲面 {\displaystyle \sigma _{0}} 在空間移動的方程式為
{\displaystyle 0={\frac {\partial S}{\partial t}}+\nabla S\cdot {\frac {d\mathbf {r} }{dt}}=-E+\nabla S\cdot {\frac {d\mathbf {r} }{dt}}}
所以，在設定等值曲面的正負面之後，{\displaystyle \sigma _{0}} 朝著法線方向移動的速度 {\displaystyle u} 是
{\displaystyle u={\frac {dr}{dt}}={\frac {E}{|\nabla S|}}={\frac {E}{\sqrt {2m(E-V)}}}}
這速度 {\displaystyle u} 是相速度，而不是粒子的移動速度 {\displaystyle v} ：
{\displaystyle v={\frac {|{\boldsymbol {\nabla }}S|}{m}}={\sqrt {\frac {2(E-V)}{m}}}}
試想 {\displaystyle \sigma _{0}} 為一個相位曲面。既然粒子具有波粒二象性，假設粒子的波函數所擁有的相位與 {\displaystyle S} 成正比：
{\displaystyle \Psi (\mathbf {r} ,t)=A(\mathbf {r} )e^{iS/\kappa }}
其中，{\displaystyle \kappa } 是常數，{\displaystyle A(\mathbf {r} )} 是參數為位置的係數函數。
將哈密頓主函數的公式代入 {\displaystyle \Psi (\mathbf {r} ,t)} 波函數，
{\displaystyle \Psi (\mathbf {r} ,t)=A(\mathbf {r} )e^{i(W-Et)/\kappa }}
注意到 {\displaystyle E/\kappa } 的因次必須是頻率，薛丁格靈機一動，想到愛因斯坦的光電效應理論 {\displaystyle E=\hbar \omega } ；其中，{\displaystyle \hbar } 是約化普朗克常數，{\displaystyle \omega } 是角頻率。他嘗試設定 {\displaystyle \kappa =\hbar } ，粒子的波函數 {\displaystyle \Psi } 變為
{\displaystyle \Psi (\mathbf {r} ,t)=A(\mathbf {r} )e^{i(W-Et)/\hbar }=\psi (\mathbf {r} )e^{-iEt/\hbar }}
其中，{\displaystyle \psi (\mathbf {r} )=A(\mathbf {r} )e^{iW(\mathbf {r} )/\hbar }}
{\displaystyle \Psi (\mathbf {r} ,t)} 的波動方程為
{\displaystyle \nabla ^{2}\Psi -{\frac {1}{u^{2}}}{\frac {\partial ^{2}\Psi }{\partial t^{2}}}=0}
將 {\displaystyle \Psi (\mathbf {r} ,t)} 波函數代入波動方程，經過一番運算，可以得到
{\displaystyle \nabla ^{2}\Psi +{\frac {E^{2}}{\hbar ^{2}u^{2}}}\Psi =\nabla ^{2}\Psi +{\frac {2m(E-V)}{\hbar ^{2}}}\Psi =0}
注意到 {\displaystyle E\Psi =i\hbar {\frac {\partial \Psi }{\partial t}}} 。稍加編排，即可推導出含時薛丁格方程：
{\displaystyle -{\frac {\hbar ^{2}}{2m}}\nabla ^{2}\Psi (\mathbf {r} ,t)+V\Psi (\mathbf {r} ,t)=i\hbar {\frac {\partial \Psi (\mathbf {r} ,t)}{\partial t}}}

### 重要性質

#### 歸一性
在量子力學裏，所有事件發生的機率，其總和等於1，這特性稱為歸一性，以方程表示為:12-15
{\displaystyle \int _{-\infty }^{\infty }\ \Psi ^{*}(x,t)\Psi (x,t)\ \mathrm {d} x=1}
為了滿足這特性，必須將波函數歸一化。薛定諤方程能夠自動地維持波函數的歸一性。假若，某波函數 {\displaystyle \Phi (x,t)} 尚未被歸一化。由於薛定諤方程為線性方程，{\displaystyle \Phi (x,t)} 與任何常數的乘積還是這個薛定諤方程的波函數。設定 {\displaystyle \phi (x)=A\Phi (x,0)} ；其中， {\displaystyle A} 是歸一常數，使得
{\displaystyle \int _{-\infty }^{\infty }\ \phi ^{*}(x)\phi (x)\ \mathrm {d} x=1}
這樣，新波函數 {\displaystyle \Phi _{A}(x,t)=A\Phi (x,t)} 還是這個薛定諤方程的解答，而且，{\displaystyle \Phi _{A}(x,0)} 已經被歸一化了。在這裏，特別注意到歸一性方程的波函數 {\displaystyle \Psi (x,t)} 含時間，而對於位置的積分仍舊可能含時間。在某個時間的歸一化，並不保證隨著時間的流易，波函數仍舊保持歸一化。薛定諤方程有一個優良性質：它可以自動地保持波函數的歸一化。這樣，量子系統永遠地滿足歸一性。所以，薛定諤方程能夠自動地維持波函數的歸一性。

##### 證明
總機率對於時間的導數為 :12-15
{\displaystyle {\frac {\mathrm {d} }{\mathrm {d} t}}\int _{-\infty }^{\infty }\ \Psi ^{*}(x,t)\Psi (x,t)\ \mathrm {d} x=\int _{-\infty }^{\infty }\ ({\frac {\partial \Psi ^{*}}{\partial t}}\Psi +\Psi ^{*}{\frac {\partial \Psi }{\partial t}}\ )\mathrm {d} x}
思考含時薛定諤方程，
{\displaystyle -{\frac {\hbar ^{2}}{2m}}{\frac {\partial ^{2}\Psi }{\partial x^{2}}}+V(x)\Psi =i\hbar {\frac {\partial \Psi }{\partial t}}}
其複共軛是
{\displaystyle -{\frac {\hbar ^{2}}{2m}}{\frac {\partial ^{2}\Psi ^{*}}{\partial x^{2}}}+V(x)\Psi ^{*}=-i\hbar {\frac {\partial \Psi ^{*}}{\partial t}}}
將這兩個方程分別乘以波函數和波函數的共軛，再相減，可以得到
{\displaystyle {\begin{aligned}{\frac {\partial \Psi ^{*}}{\partial t}}\Psi +\Psi ^{*}{\frac {\partial \Psi }{\partial t}}&=-{\frac {i\hbar }{2m}}\left({\frac {\partial ^{2}}{\partial x^{2}}}\Psi ^{*}\right)\Psi +{\frac {i}{\hbar }}V\Psi ^{*}\Psi -\Psi ^{*}{\frac {i}{\hbar }}V\Psi +\Psi ^{*}{\frac {i\hbar }{2m}}\left({\frac {\partial ^{2}}{\partial x^{2}}}\Psi \right)\\&=-{\frac {i\hbar }{2m}}\left({\frac {\partial ^{2}}{\partial x^{2}}}\Psi ^{*}\right)\Psi +\Psi ^{*}{\frac {i\hbar }{2m}}\left({\frac {\partial ^{2}}{\partial x^{2}}}\Psi \right)\\&={\frac {i\hbar }{2m}}{\frac {\partial }{\partial x}}\left(\Psi ^{*}{\frac {\partial }{\partial x}}\Psi -\Psi {\frac {\partial }{\partial x}}\Psi ^{*}\right)\\\end{aligned}}}
所以，總機率對於時間的導數為
{\displaystyle {\begin{aligned}{\frac {\mathrm {d} }{\mathrm {d} t}}\int _{-\infty }^{\infty }\ \Psi ^{*}(x,t)\Psi (x,t)\ \mathrm {d} x&=\int _{-\infty }^{\infty }\ {\frac {i\hbar }{2m}}{\frac {\partial }{\partial x}}\left(\Psi ^{*}{\frac {\partial }{\partial x}}\Psi -\Psi {\frac {\partial }{\partial x}}\Psi ^{*}\right)\ \mathrm {d} x\\&={\frac {i\hbar }{2m}}\left.\left(\Psi ^{*}{\frac {\partial }{\partial x}}\Psi -\Psi {\frac {\partial }{\partial x}}\Psi ^{*}\right)\right|_{-\infty }^{\infty }\\\end{aligned}}}
在無窮遠的極限，符合實際物理的波函數必須等於零：
{\displaystyle {\frac {\mathrm {d} }{\mathrm {d} t}}\int _{-\infty }^{\infty }\ \Psi ^{*}(x,t)\Psi (x,t)\ \mathrm {d} x=0}
因此，薛定諤方程會維持波函數的歸一化性質，這性質不會隨著時間的流易而改變。

#### 線性方程
薛定諤方程是一個線性方程。滿足薛定諤方程的波函數擁有線性關係。假設波函數 {\displaystyle \Psi _{A}} 與 {\displaystyle \Psi _{B}} 是薛定諤方程的解，則任意線性組合 {\displaystyle \Psi } 也是薛定諤方程的解：:27-29
{\displaystyle \Psi =a\Psi _{A}+b\Psi _{B}}
其中，{\displaystyle a} 與 {\displaystyle b} 是常數。
這線性組合可以延伸至任意多個波函數。因此，波函數的疊加也是同樣薛定諤方程的解。這種疊加性質是量子力學最為奧妙的性質之一。量子系統可以同時處於兩個以上的古典狀態；一個粒子可以同時出現在幾個不同位置，可以同時擁有不同的能量。

##### 證明
根據含時薛定諤方程，
{\displaystyle -{\frac {\hbar ^{2}}{2m}}{\frac {\partial ^{2}}{\partial x^{2}}}\Psi _{A}+V\Psi _{A}=i\hbar {\partial  \over \partial t}\Psi _{A}}
{\displaystyle -{\frac {\hbar ^{2}}{2m}}{\frac {\partial ^{2}}{\partial x^{2}}}\Psi _{B}+V\Psi _{B}=i\hbar {\partial  \over \partial t}\Psi _{B}}
因此，這兩個解的線性組合 {\displaystyle \Psi =a\Psi _{A}+b\Psi _{B}} 為
{\displaystyle {\begin{aligned}i\hbar {\frac {\partial }{\partial t}}\Psi &=i\hbar {\frac {\partial }{\partial t}}(a\Psi _{A}+b\Psi _{B})\\&=i\hbar {\frac {\partial }{\partial t}}(a\Psi _{A})+i\hbar {\frac {\partial }{\partial t}}(b\Psi _{B})\\&=\left[-{\frac {\hbar ^{2}}{2m}}{\frac {\partial ^{2}}{\partial x^{2}}}(a\Psi _{A})+V(a\Psi _{A})\right]+\left[-{\frac {\hbar ^{2}}{2m}}{\frac {\partial ^{2}}{\partial x^{2}}}(b\Psi _{B})+V(b\Psi _{B})\right]\\&=-{\frac {\hbar ^{2}}{2m}}{\frac {\partial ^{2}}{\partial x^{2}}}(a\Psi _{A}+b\Psi _{B})+V(a\Psi _{A}+b\Psi _{B})\\&=-{\frac {\hbar ^{2}}{2m}}{\frac {\partial ^{2}}{\partial x^{2}}}\Psi +V\Psi \\\end{aligned}}}
所以，{\displaystyle \Psi } 也是這含時薛定諤方程的解，這證明了含時薛定諤方程是一個線性方程。類似地，也可以證明不含時薛定諤方程是一個線性方程。

## 不含時薛定諤方程導引
不含時薛定諤方程與時間無關，又稱為「能量本徵薛定諤方程」或「定態薛定諤方程」，可以用來計算粒子的本徵能量和其它相關的量子性質。應用分離變數法，猜想 {\displaystyle \Psi (x,t)} 的形式為
{\displaystyle \Psi (x,t)=\psi _{E}(x)e^{-iEt/\hbar }} ；
其中，{\displaystyle E} 是分離常數，稍後，會推論出 {\displaystyle E} 就是能量，{\displaystyle \psi _{E}(x)} 是對應於 {\displaystyle E} 的函數。
將這猜想解代入含時薛定諤方程，經過一番運算，可以推導出一維不含時薛定諤方程
{\displaystyle -{\frac {\hbar ^{2}}{2m}}{\frac {\partial ^{2}}{\partial x^{2}}}\psi _{E}(x)+V(x)\psi _{E}(x)=E\psi _{E}(x)}
類似地，可以推導出三維不含時薛定諤方程
{\displaystyle -{\frac {\hbar ^{2}}{2m}}\nabla ^{2}\psi _{E}(\mathbf {r} )+V(\mathbf {r} )\psi _{E}(\mathbf {r} )=E\psi _{E}(\mathbf {r} )}

### 重要性質

#### 定態
波函數{\displaystyle \Psi (x,t)=\psi _{E}(x)e^{-iEt/\hbar }}所代表的量子態稱為定態，雖然波函數本身與時間有關，機率密度{\displaystyle P(x)=\Psi ^{*}(x,t)\Psi (x,t)=|\psi _{E}(x)|^{2}}只與位置有關。由於能量{\displaystyle E}是個常數，定態所有與時間無關的可觀察量 {\displaystyle O} 的期望值都是常數：:26-29
{\displaystyle \langle O\rangle =\int _{-\infty }^{\infty }\ \Psi ^{*}(x,t){\hat {O}}\Psi (x,t)\ \mathrm {d} x=\int _{-\infty }^{\infty }\ \psi _{E}^{*}(x){\hat {O}}\psi _{E}(x)\ \mathrm {d} x}
波函數{\displaystyle \Psi (x,t)}的相位因子{\displaystyle e^{-iEt/\hbar }}在計算過程中会自動刪除，因此可以忽略此相位因子，而改使用不含時波函數{\displaystyle \psi _{E}(x)}來指稱定態。處於定態的系統永遠是固定不變的。

#### 明確能量
在古典力學裏，哈密頓量{\displaystyle H}是系統的總能量：:26-29
{\displaystyle H={\frac {p^{2}}{2m}}+V(\mathbf {r} )}
在量子力學裏，對應的哈密頓算符{\displaystyle {\hat {H}}}的形式為
{\displaystyle {\hat {H}}=-{\frac {\hbar ^{2}}{2m}}\nabla ^{2}+V(\mathbf {r} )}
其本徵函數為{\displaystyle \psi _{E}(x)}，本徵值為{\displaystyle E}，是系統的總能量：
{\displaystyle {\hat {H}}\psi =E\psi }
{\displaystyle {\hat {H}}}、{\displaystyle {\hat {H}}^{2}}的期望值為
{\displaystyle \langle {\hat {H}}\rangle =E}
{\displaystyle \langle {\hat {H}}^{2}\rangle =E^{2}}
因此，對於定態系統多次重複測量哈密頓量，所得到數據的標準差為0，換句話說，每次測量都會得到同樣的答案{\displaystyle E}。

#### 線性組合
不含時薛定諤方程有無窮多個本徵函數解{\displaystyle \psi _{n}(x)}，每一個解對應一個能量本徵值{\displaystyle E_{n}}：:26-29
{\displaystyle {\hat {H}}\psi _{n}=E_{n}\psi _{n}}
含時薛定諤方程的一般解是這些解的線性組合：
{\displaystyle \Psi =\sum _{n}c_{n}\psi _{n}e^{-iE_{n}t/\hbar }}
其中，{\displaystyle c_{n}}是權重係數。
為了滿足歸一性，
{\displaystyle \sum _{n}|c_{n}|^{2}=1}
這線性組合與時間有關，對應的機率密度與各種期望值都與時間有關。

## 物理意義
薛丁格方程與其解在物理學領域造成思維方面的突破性發展。薛丁格方程是一種嶄新的方程，關於它的解析引導出很多不尋常、出乎意料之中的結果。

### 統計詮釋
在古典力學裏，運動於空間的粒子在任何時刻，都具有確定的位置與動量。這些物理量按照牛頓運動定律進行決定性的演化。在量子力學裏，粒子並不具有確定的位置與動量，對於這些物理量進行測量，會得到遵守粒子運動的機率分佈的隨機結果。
從含時薛定諤方程可以計算出粒子的波函數。按照廣義統計詮釋，由波函數{\displaystyle \Psi (x,t)}，可以計算出粒子運動的機率分佈{\displaystyle P(x,t)}：
{\displaystyle P(x,t)=\Psi ^{*}(x,t)\Psi (x,t)}
因此，可以預測在某時刻，粒子處於某區域的機率。薛定諤方程描述粒子的波函數怎樣隨著時間流易而产生決定性演化。儘管可以計算出波函數的完整形式，也可以計算出粒子運動的機率分佈，但薛定諤方程無法準確地預測粒子在哪個時刻會處於哪個區域。:106-109
從波動觀分析，薛丁格方程式乃是一個波動方程式，它完美地描述一個與時間、位置有關的量子波所發生的運動行為與所具有的量子性質，而解答這波動方程式的波函數可以詮釋為「在某時間、某位置發生相互作用的概率輻」。這寬鬆的詮釋方式可以適用於波動觀或粒子觀。

### 不確定性原理
描述粒子物理行為的薛定諤方程是一種波動方程，它的波函數解答是一種延伸於空間的量子物理值波，具有波動性。在波動力學裏，做傅立葉分析可以得到一個重要結果，即假設波的波長越為明確，則波的位置越為不明確；反之亦然。物質波也遵守這結果，在量子力學裏，這結果蛻化為不確定性原理，即粒子的位置與動量不可同時被確定，位置的不確定性{\displaystyle \Delta {x}}與動量的不確定性{\displaystyle \Delta {p}}遵守不等式:18-20
{\displaystyle \Delta {x}\Delta {p}\geq \hbar /2}
不確定性原理表明了量子測量的不確定性，這是量子系統內秉的性質。由此性質还可以推導出粒子的波動性。:10

### 量子測量

隨著時間流易，雙縫實驗展示出電子累積於探測屏。

根據哥本哈根詮釋，粒子的運動遵守薛定諤方程，直到因被測量而發生波函數塌縮為止。假設對於某系統的某可觀察量做測量，而描述這系統的波函數是由這可觀察量的幾個本徵函數量子疊加而成，每次對於這可觀察量做測量只能得到本徵函數的本徵值，不能得到任何其它數值。當波函數塌縮現象發生時，由於粒子與測量儀器彼此相互作用，系統的波函數會按照機率分佈隨機的約化為原本幾個本徵函數中的單獨一個本徵函數。:106-109這是量子測量的關鍵要素，將波函數與可觀察量，如位置或動量，關聯在一起。
量子系統隨著時間流易而演化的兩個過程為薛定諤方程預測的演化、波函數塌縮。有些教科書會將這兩種過程分別當作量子力學的假設，然後從假設推導出量子力學的其他理論結果。:165-167很多物理學者認為，從薛定諤方程無法推導出波函數塌縮。這兩種過程具有迥然不同的性質。薛定諤方程預測的演化具有決定性，能夠從最初波函數預測未來的最終波函數；它還具有逆反性，能夠將時間逆反地從最終態演化回最初態。波函數塌縮具有非決定性，從最初態按照機率分佈隨機地約化至最終態，無法預測這最終態到底是甚麼；它還具有非逆反性，測量動作將量子態的信息發掘出來，這是一種無法時間逆反的程序，獲得的額外信息無法再還原。:38-39

### 量子穿隧效應

在勢壘左邊的粒子沒有足夠能量越過勢壘。但是，它可以量子穿隧到勢壘右邊。

在古典力學裏，當一個圓球慢慢地滾上一座高山，假若它沒有足夠能量翻過山頂到另一邊，它會停止滾動，往反方向滾回。但是，薛定諤方程預測，這圓球跑到另一邊的機率大於零，儘管它的能量不足以爬到山頂，這種波動性行為稱為量子穿隧效應，無法用微粒說來解釋這種效應。特別是對於微觀粒子與適當形狀的勢壘，做實驗很容易就可觀察到這種效應。阿尔法衰变 就是因為阿尔法粒子擺脫了本來不可能擺脫的強作用力束縛而從原子核逃逸出來的現象。:320-325

### 粒子的波動性
非相對論性薛定諤方程是波動方程。遵守這方程進行運動的粒子因此會顯示出波動性行為。雙縫實驗是一個範例，它能夠展示出粒子通常不會進行的波動行為。從兩條狹縫傳播出來的物質波在某些位置會相長干涉，在某些位置又會相消干涉，因此形成複雜的干涉圖樣。直覺而言，假設，從發射源到探測屏，每次只會出現單獨一個粒子，即每次只有一個粒子獨自通過兩條狹縫，按照微粒說，累積多次發射不應該形成干涉圖樣。但是，做實驗可以實際觀察到這干涉圖樣，如同右圖從真正實驗獲得的圖樣所展示。這意味著，雖然每次只有一個粒子通過狹縫，這粒子可以同時通過兩條狹縫，自己與自己互相干涉。光子、電子、中子、原子、甚至分子，都可以表現出這種奇異的量子行為:8-9。

## 相對論性薛定諤方程
薛定諤方程並沒有涉及到相對論效應。對於伽利略變換，薛定諤方程的形式不变。 對於勞侖茲變換，薛定諤方程的形式會改變。為了要涵蓋相對論效應，必須將薛定諤方程加以延伸。試想能量-動量關係式，
{\displaystyle E^{2}=p^{2}c^{2}+m^{2}c^{4}}
其中，{\displaystyle c} 是光速，{\displaystyle m} 是靜止質量。
將這關係式內的能量與動量改為其對應的算符，將整個關係式作用於波函數，可以得到
{\displaystyle -\hbar ^{2}{\frac {\partial ^{2}}{\partial t^{2}}}\Psi =-\hbar ^{2}c^{2}\nabla ^{2}\Psi +m^{2}c^{4}\Psi }
稍加編排，可以得到克莱因-戈尔登方程：
{\displaystyle (\Box ^{2}+\mu ^{2})\psi =0}
其中，{\displaystyle \Box ^{2}={\frac {1}{c^{2}}}{\frac {\partial ^{2}}{\partial t^{2}}}-\nabla ^{2}} 是达朗贝尔算符，{\displaystyle \mu ={\frac {mc}{\hbar }}}
對於勞侖茲變換，這方程的形式不會改變，是個勞侖茲不變式。但是，它是時間的二階微分方程，玻恩的統計詮釋不適用於它的解。它不適用於自旋1/2粒子，只適用於零自旋粒子。另外，這方程的解擁有正頻率和負頻率。平面波波函數解的色散關係式（dispersion relation）為
{\displaystyle \hbar ^{2}\omega ^{2}-\hbar ^{2}c^{2}k^{2}=m^{2}c^{4}}
其中，{\displaystyle \omega } 是角頻率，可以是正值或負值。
對量子力學來說，正負角頻率或正負能量，是一個很嚴峻的問題，因為無法從底端來限制能量的最低值。雖然如此，加以適當的詮釋，這方程仍舊能夠正確地給出零自旋粒子的相對論性波函數。:225-227
將克莱因-戈尔登方程作因式分解，從所得到的兩個因子算符中的一個，可以得到整個狄拉克方程：
{\displaystyle i\hbar {\frac {\partial \Psi (\mathbf {r} ,t)}{\partial t}}=\left({\frac {1}{i}}{\boldsymbol {\alpha \cdot \nabla }}+\beta m\right)\Psi (\mathbf {r} ,t)}
其中，{\displaystyle m}是自旋-½ 粒子的質量，{\displaystyle \mathbf {r} } 、{\displaystyle t} 分別是空間位置、時間，{\displaystyle \beta ={\begin{pmatrix}I&0\\0&-I\end{pmatrix}}}、{\displaystyle \alpha _{i}={\begin{pmatrix}0&\sigma _{i}\\\sigma _{i}&0\end{pmatrix}}}是係數矩陣，{\displaystyle I}是2×2單位矩陣，{\displaystyle \sigma _{i}}是泡利矩阵。
狄拉克方程乃是時間的一階微分方程，適用於自旋-½粒子。它的解稱為旋量，擁有四個分量，因此有四個線性獨立的解，其中兩個對應於粒子，另外兩個對應於反粒子。:227-234

## 解析方法
一般來說，解析薛定諤方程會用到下述這些方法：
- 量子微擾理論
- 變分原理
- 量子蒙特卡羅（英语：Quantum Monte Carlo）方法
- 密度泛函理論
- WKB 近似與半經典擴展

對於某些特殊的狀況，可以使用特別方法：
- 有分析解的量子力学系统列表（英语：List of quantum-mechanical systems with analytical solutions）
- 哈特里-福克方法與後哈特里-福克（英语：Post-Hartree-Fock）方法。
- 離散Delta位势阱方法

## 範例

### 自由粒子
當位勢為零時，薛定諤方程為:59-64
{\displaystyle -{\frac {\hbar ^{2}}{2m}}\nabla ^{2}\,\Psi (\mathbf {r} ,t)=i\hbar {\frac {\partial }{\partial t}}\Psi (\mathbf {r} ,t)}
這薛定諤方程有一個平面波解：
{\displaystyle \Psi (\mathbf {r} ,t)=e^{i(\mathbf {k} \cdot \mathbf {r} -\omega t)}}
其中，{\displaystyle \mathbf {k} } 是波向量，{\displaystyle \omega } 是角頻率。
將這平面波解代入薛定諤方程，可以得到色散關係式
{\displaystyle {\frac {\hbar ^{2}k^{2}}{2m}}=\hbar \omega }
由於粒子存在的機率等於 1 ，波函數 {\displaystyle \Psi (\mathbf {r} ,t)} 必須歸一化，才能夠表達出正確的物理內涵。對於一般的自由粒子而言，這不是問題，因為，自由粒子的波函數，在位置空間或動量空間都是局部性的，只有在某些局部區域才呈有限值，在其它區域的數值都很微小，可以被忽略。
在量子力學裏，一個自由粒子的動量與能量不需要呈特定的數值，自由粒子的波函數以波包形式來表示：
{\displaystyle \Psi (\mathbf {r} ,t)={\frac {1}{(2\pi )^{3/2}}}\int _{\mathbb {K} }A(\mathbf {k} )e^{i(\mathbf {k} \cdot \mathbf {r} -\omega t)}\,\mathrm {d} \mathbf {k} }
其中，積分區域 {\displaystyle \mathbb {K} } 是 {\displaystyle \mathbf {k} }-空間。
為了方便計算，只思考一維空間，
{\displaystyle \Psi (x,t)={\frac {1}{\sqrt {2\pi }}}\int _{-\infty }^{\infty }A(k)~e^{i(kx-\omega (k)t)}\,\mathrm {d} k}
其中，振幅 {\displaystyle A(k)} 是線性疊加的係數函數。
從在時間 {\displaystyle t=0} 的波函數{\displaystyle \Psi (x,0)} ，可以得到係數函數：
{\displaystyle A(k)={\frac {1}{\sqrt {2\pi }}}\int _{-\infty }^{\,\infty }\Psi (x,0)~e^{-ikx}\,\mathrm {d} x}
已知在時間 {\displaystyle t=0} 的波函數 {\displaystyle \Psi (x,0)} ，通過傅立葉變換，可以推導出在任何時間的波函數 {\displaystyle \Psi (x,t)} 。

### 一維諧振子

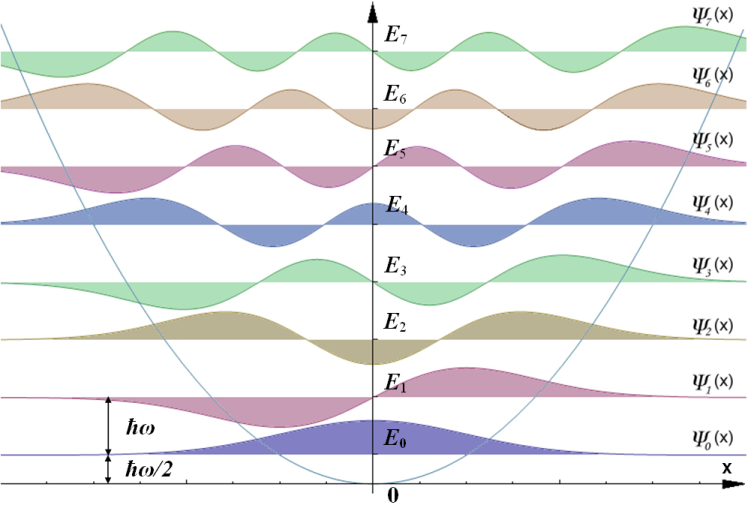
束縛於諧振子位勢，八個能級最低的能量本徵波函數 。橫軸表示位置 。此圖未經歸一化。

在一維諧振子問題裏，質量為 {\displaystyle m} 的粒子移動於位勢 {\displaystyle V(x)={\frac {1}{2}}m\omega ^{2}x^{2}} ，此粒子的哈密頓算符 {\displaystyle {\hat {H}}} 為:40-59:33-38
{\displaystyle {\hat {H}}=-{\frac {\hbar ^{2}}{2m}}{\frac {\partial ^{2}}{\partial x^{2}}}+{\frac {1}{2}}m\omega ^{2}x^{2}}
每一個能級所對應的能量本徵態必需滿足由這哈密頓算符所形成的薛定諤方程 ：
{\displaystyle {\hat {H}}\psi _{n}=E_{n}\psi _{n}}
採用位置表現，解析這個微分方程，使用冪級數方法。可以得到一族的解：
{\displaystyle \psi _{n}(x)={\frac {1}{\sqrt {2^{n}\,n!}}}\left({\frac {m\omega }{\pi \hbar }}\right)^{1/4}e^{\left(-{\frac {m\omega x^{2}}{2\hbar }}\right)}\cdot {\mathfrak {H}}_{n}\left({\sqrt {\frac {m\omega }{\hbar }}}x\right)}
{\displaystyle n=0,1,2,\ldots }
其中，函數{\displaystyle {\mathfrak {H}}_{n}(x)=(-1)^{n}e^{x^{2}}{\frac {d^{n}}{dx^{n}}}e^{-x^{2}}} 為埃爾米特多項式。
對應於函數{\displaystyle {\mathfrak {H}}_{n}}的能級為
{\displaystyle E_{n}=\hbar \omega \left(n+{1 \over 2}\right)}
一維諧振子的能譜有以下性質：
- 能量被量子化，只能呈離散數值，即 {\displaystyle \hbar \omega }乘以1/2, 3/2, 5/2……等等。這是許多種量子力學系統的特徵。
- 最低能量（當n = 0）不為零，而是 {\displaystyle \hbar \omega /2} ，被稱為「基態能量」或零點能量。在基態中，根據量子力學，一振子執行所謂的「零振動」，且其平均動能是正值。這樣的現象意義重大但並不那麼顯而易見，因為通常能量的零點並非一個有意義的物理量，因為可以任意選擇；有意義的是能量差。雖然如此，基態能量有許多的意涵，特別是在量子引力學裏。
- 能級是等距的，諧振子問題的能譜與波耳模型或盒中粒子問題不同。

### 球對稱位勢
假設單獨粒子移動於球對稱位勢 ，描述這量子系統運動的薛定諤方程為:133-141:45-52
{\displaystyle -{\frac {\hbar ^{2}}{2\mu }}\nabla ^{2}\psi +V(r)\psi =E\psi }
其中，{\displaystyle \mu } 是粒子的質量，{\displaystyle \psi } 是粒子的波函數，{\displaystyle V(r)} 是位勢，{\displaystyle r} 是徑向距離。
採用球坐標 {\displaystyle (r,\,\theta ,\,\phi )}，將拉普拉斯算子 {\displaystyle \nabla ^{2}} 展開：
{\displaystyle -{\frac {\hbar ^{2}}{2\mu r^{2}}}\left\{{\frac {\partial }{\partial r}}\left(r^{2}{\frac {\partial }{\partial r}}\right)+{\frac {1}{\sin ^{2}\theta }}\left[\sin \theta {\frac {\partial }{\partial \theta }}\left(\sin \theta {\frac {\partial }{\partial \theta }}\right)+{\frac {\partial ^{2}}{\partial \phi ^{2}}}\right]\right\}\psi +V(r)\psi =E\psi }
滿足薛定諤方程的本徵函數 {\displaystyle \psi } 的形式為：
{\displaystyle \psi (r,\,\theta ,\,\phi )=R(r)\Theta (\theta )\Phi (\phi )}
其中，{\displaystyle R(r)} ，{\displaystyle \Theta (\theta )} ，{\displaystyle \Phi (\phi )} ，都是函數。{\displaystyle \Theta (\theta )} 與 {\displaystyle \Phi (\phi )} 時常會合併為一個函數{\displaystyle Y_{lm}(\theta ,\,\phi )=\Theta (\theta )\Phi (\phi )} ，稱為球諧函數。這樣，本徵函數 {\displaystyle \psi } 的形式變為：
{\displaystyle \psi (r,\,\theta ,\,\phi )=R(r)Y_{lm}(\theta ,\,\phi )}

#### 角部分解答
參數為天頂角 {\displaystyle \theta } 、方位角 {\displaystyle \phi } 的球諧函數 {\displaystyle Y_{lm}} ，滿足角部分方程 
{\displaystyle -{\frac {1}{\sin ^{2}\theta }}\left[\sin \theta {\frac {\partial }{\partial \theta }}{\Big (}\sin \theta {\frac {\partial }{\partial \theta }}{\Big )}+{\frac {\partial ^{2}}{\partial \phi ^{2}}}\right]Y_{lm}(\theta ,\phi )=l(l+1)Y_{lm}(\theta ,\phi )}
其中，非負整數 {\displaystyle l} 、{\displaystyle m} 分別是角量子數、磁量子數。
磁量子數遵守關係式{\displaystyle -l\leq m\leq l}。不同的 {\displaystyle l} 與 {\displaystyle m} 對應於不同的球諧函數解答 {\displaystyle Y_{lm}} ：
{\displaystyle Y_{lm}(\theta ,\,\phi )=(i)^{m+|m|}{\sqrt {{(2l+1) \over 4\pi }{(l-m)! \over (l+m)!}}}\,P_{lm}(\cos {\theta })\,e^{im\phi }}
其中，{\displaystyle i} 是虛數單位，{\displaystyle P_{lm}(\cos {\theta })} 是伴隨勒讓德多項式，以方程表示為
{\displaystyle P_{lm}(x)=(1-x^{2})^{|m|/2}\,{\frac {d^{|m|}}{dx^{|m|}}}P_{l}(x)}
而 {\displaystyle P_{l}(x)} 是 {\displaystyle l} 階勒讓德多項式，以羅德里格公式表示為
{\displaystyle P_{l}(x)={1 \over 2^{l}l!}{d^{l} \over dx^{l}}(x^{2}-1)^{l}}

#### 徑向部分解答
將角部分解答代入薛定諤方程，則可得到一維二階微分方程：
{\displaystyle \left\{-{\hbar ^{2} \over 2\mu r^{2}}{d \over dr}\left(r^{2}{d \over dr}\right)+{\hbar ^{2}l(l+1) \over 2\mu r^{2}}+V(r)\right\}R(r)=ER(r)}
設定函數 {\displaystyle u(r)=rR(r)}，代入方程，經過一番繁雜的運算，可以得到
{\displaystyle -{\hbar ^{2} \over 2\mu }{d^{2}u(r) \over dr^{2}}+{\hbar ^{2}l(l+1) \over 2\mu r^{2}}u(r)+V(r)u(r)=Eu(r)}
徑向方程變為
{\displaystyle -{\hbar ^{2} \over 2\mu }{d^{2}u(r) \over dr^{2}}+V_{\mathrm {eff} }(r)u(r)=Eu(r)}
其中，有效位勢 {\displaystyle V_{\mathrm {eff} }(r)=V(r)+{\frac {\hbar ^{2}l(l+1)}{2\mu r^{2}}}}
這正是函數為 {\displaystyle u(r)} ，有效位勢為 {\displaystyle V_{\mathrm {eff} }} 的薛定諤方程。徑向距離 {\displaystyle r} 的定義域是從 {\displaystyle 0} 到 {\displaystyle \infty } 。新加入有效位勢的項目，稱為離心位勢。為了要更進一步解析，必須知道位勢的形式。不同的位勢有不同的解答。

## 外部連結
- 理查·費曼應用路徑積分方法推導出薛定諤方程：Feynman's derivation of the Schrödinger equation。（英文）
- Hazewinkel, Michiel (编), , , Springer, 2001, ISBN 978-1-55608-010-4（英文）
- 量子物理学 （页面存档备份，存于） — 教科书有处理与时间无关的薛定谔方程（英文）
- 线性薛定谔方程 （页面存档备份，存于） EqWorld: 数理方程的世界。（英文）
- 非线性薛定谔方程 （页面存档备份，存于） EqWorld: 数理方程的世界。（英文）
- 一维的薛定谔方程 以及 书的目录.（英文）
- 所有关于三维的薛定谔方程  （页面存档备份，存于）（英文）